# Nezamysl
Nezamysl je bil prvi od sedmih mitskih čeških knezov med (prav tako mitskim) ustanoviteljem dinastije Přemyslidov Přemyslom Oračem in prvim zgodovinskim knezom Bořivojem. Imena knezov so bila prvič zapisana v Kozmovi kroniki  in nato prenesena v večino zgodovinskih del do 19. stoletja, vključno z Zgodovino češkega naroda na Češkem in Moravskem Františka Palackega, objavljeno leta 1836.
Ena od teorij povezuje število knezov s freskami na "vojvodski rotundi" Device Marije in svete Katarine v Znojmu na Moravskem, ki segajo v pozno 11. ali zgodnje 12. stoletje. Anežka Merhautová je prepričana, da freske upodabljajo člane dinastije Přemyslidov, vključno z mlajšimi moravskimi knezi v času, ko je bila freska naslikana, in ne rodovnika Přemyslidov.

## Ime
Nezamyslovo ime naj bi bilo povezano s pojmom razmišljati/ne razmišljati. 
Imelo naj bi nasproten pomen kot ime Přemysl, se pravi "ne razmišljati". 
Záviš Kalandra je menil, da so imena sedmih mitskih knezov skrivnostna imena staroslovanskih dni v tednu. Nezamysl je prvi - nedelja, ko ne mislimo/nameravamo delati. Druga teorija pravi, da so imena po pomoti nastala iz koherentnega in delno prekinjenega starega slovanskega besedila.

## Sedem mitskih čeških knezov
- Nezamysl
- Mnata
- Vojen
- Vnislav
- Křesomysl
- Neklan
- Hostivit